# Oberanven
Oberanven är en ort i Luxemburg.   Den ligger i distriktet Luxemburg, i den centrala delen av landet, 9 km nordost om huvudstaden Luxemburg. Oberanven ligger 295 meter över havet och antalet invånare är 682.
Terrängen runt Oberanven är platt åt sydost, men åt nordväst är den kuperad.  Runt Oberanven är det ganska tätbefolkat, med 166 invånare per kvadratkilometer.. Närmaste större samhälle är Luxemburg, 9,2 km sydväst om Oberanven. 
I omgivningarna runt Oberanven växer i huvudsak blandskog.